# Severočeská tabule
Severočeská tabule je geomorfologická oblast (též podsoustava) v severní části České tabule, rozkládající se podél řek Labe, Jizery a Ploučnice. Zaujímá části krajů Libereckého, Středočeského, Královéhradeckého a Ústeckého. Nejvyšším bodem oblasti je vrch Ralsko.

## Charakter území
Tabule je tvořená křídovými usazeninami. Plochý povrch je zčásti tvořen strukturními plošinami a zčásti zarovnanými povrchy, okraje jsou zvednuty a je na nich vytvořena soustava kuest. V méně odolných horninách (jílovcích a slínovcích) jsou kotliny s kryopedimenty, v odolných kvádrových pískovcích vznikla skalní města s četnými tvary zvětrávání a odnosu pískovců. Do plochého povrchu jsou zařezána údolí vodních toků, která místy mají kaňonovitý, většinou však neckovitý tvar. Na svazích je řada sesuvů. Výraznými tvary jsou vulkanické tvary (suky).

## Geomorfologické členění
Oblast Severočeská tabule (dle značení Jaromíra Demka VIA) se člení dále na tyto celky a podcelky:
- VIA–1 Ralská pahorkatina
  - VIA–1A Dokeská pahorkatina – Vlhošť (614 m n. m.)
  - VIA–1B Zákupská pahorkatina – Ralsko (698)

- VIA–2 Jičínská pahorkatina
  - VIA–2A Turnovská pahorkatina – Sokol (562)
  - VIA–2B Bělohradská pahorkatina – Dehtovská horka (526)[2]

## Fotogalerie

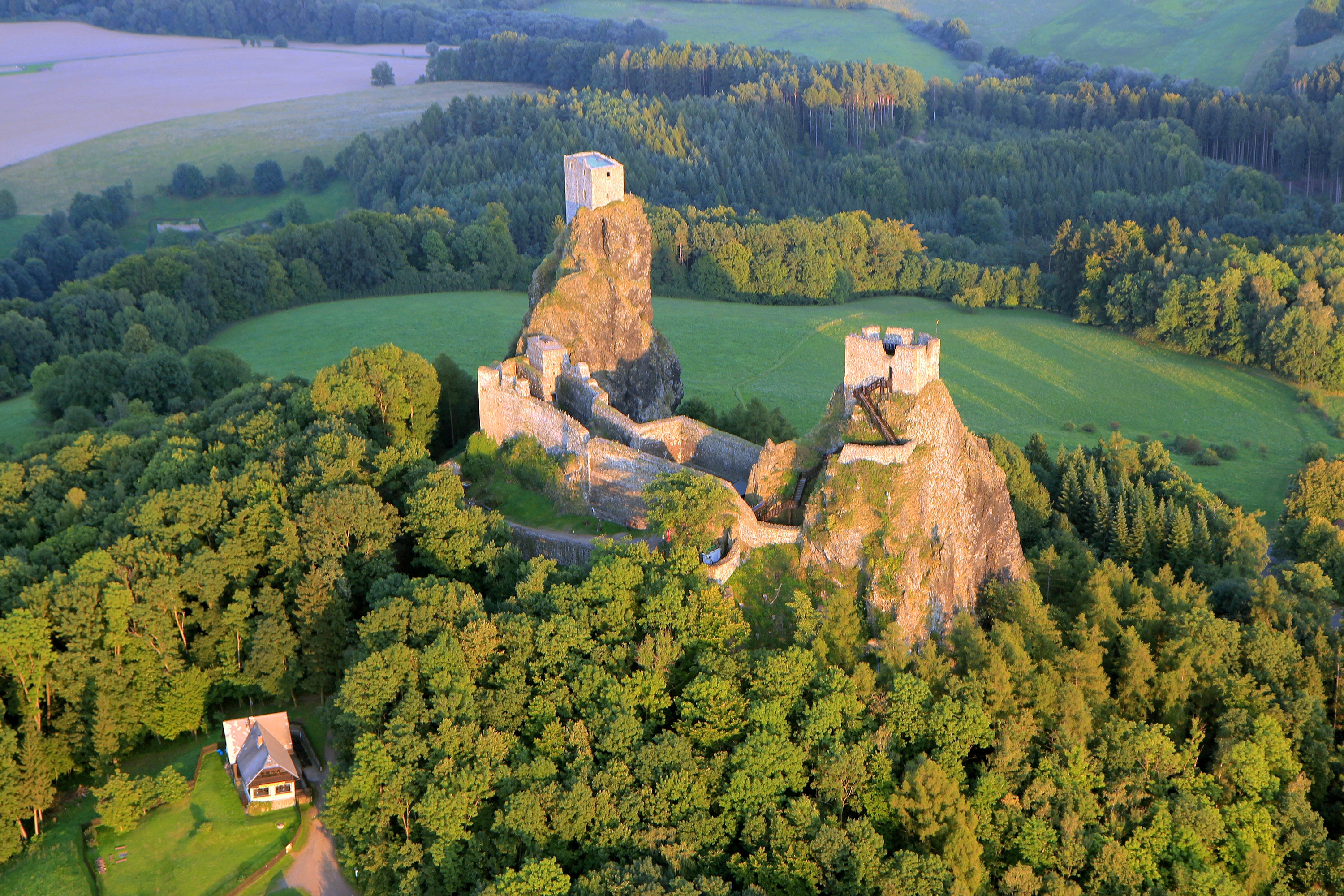
Vrch a hrad Trosky, letecký snímek
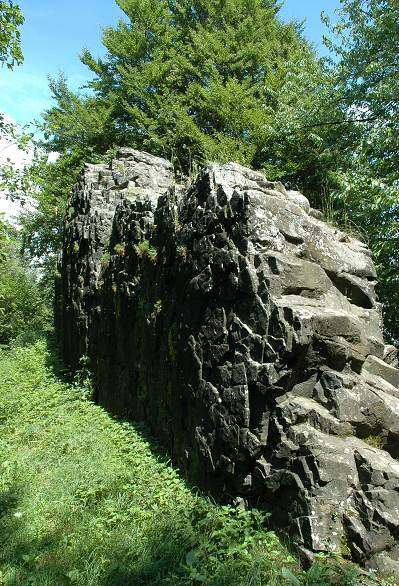
Čertova zeď